# Unión de Partidos Moderados
La Unión de Partidos Moderados (francés: Union des Partis Moderés) es un partido político liberal conservador y pro-francófono de Vanuatu fundado en 1981. Actualmente es liderado por Ishmael Kalsakau, primer ministro del país.

## Historia
La influencia del partido aumentó tras las dificultades internas que hicieron caer al gobierno del Vanua'aku Pati en 1991. La UPM fue el partido en el gobierno desde 1991 hasta 1998. Los ex primeros ministros del país Maxime Carlot Korman y Serge Vohor procedían de este partido. Sin embargo, la UPM tuvo también problemas internos y, a finales de la década de 1990, Korman abandonó el partido para formar el Partido Republicano de Vanuatu. Serge Vohor, natural de la isla de Santo, sigue siendo el presidente de la UPM. Consiguió 12 escaños en las elecciones de 1998, 15 en las elecciones de 2002 y 9 en las elecciones de 2004. A pesar del obvio descenso, Vohor pudo formar un gobierno en coalición en agosto de 2004, perdiendo una cuestión de confianza tan solo cuatro meses después. Desde ese momento hasta las elecciones de 2008, Vohor y la UPM fueron socios ocasionales del gobierno de Ham Lini, alternándose el papel de principal fuerza en la oposición.
Luego de las elecciones de 2020, Ishmael Kalsakau, líder del partido, fue elegido vice primer ministro del país y ministro del interior, mientras que otro miembro del partido, Kalo Willie fue nombrado ministro de agricultura, ganadería, silvicultura, pesca y bioseguridad. En noviembre de 2022, Kalsakau asumió como nuevo primer ministro de Vanuatu.